# Gloria Sirabella
Gloria Sirabella, all'anagrafe Maria Gloria Sirabella (Roma, 16 maggio 1964), è un'attrice italiana.

## Biografia
In gioventù prese parte alla trasmissione di Renzo Arbore Indietro tutta! come una delle "ragazze coccodè". Come attrice ha recitato in varie pellicole cinematografiche italiane come Occhio, malocchio, prezzemolo e finocchio con Lino Banfi e Viaggi di nozze al fianco di Carlo Verdone; numerosi i suoi ruoli in serie TV come Una donna per amico, Provaci ancora prof! e Fratelli detective. 
Diplomata al Liceo Artistico "Donatello" di Roma, oltre che nel mondo della recitazione, è attiva anche in quello dell'arte e da anni realizza sculture, pitture e lavori con il ferro. 

### Vita privata
Il 2 luglio 1996, dall'unione con il musicista e produttore Daniele Sinigallia, ha avuto il figlio Francesco Rodrigo, anche lui attore e artista.

## Filmografia

### Cinema
- Occhio, malocchio, prezzemolo e finocchio, segmento Il mago, regia di Sergio Martino (1983)
- De Generazione, segmento Consegna a domicilio, regia di vari (1994)
- Il sogno della farfalla, regia di Marco Bellocchio (1994)
- Romanzo di un giovane povero, regia di Ettore Scola (1995)
- Viaggi di nozze, regia di Carlo Verdone (1995)
- Gallo cedrone, regia di Carlo Verdone (1998)
- Una lunga lunga lunga notte d'amore, regia di Luciano Emmer (2001)

### Televisione
- Classe di ferro, (1989) - serie TV (episodio Gli scozzesi)
- Senza scampo, Rai Due (1990)
- Donna, Rai Uno (1996)
- Una donna per amico, Rai Uno (1998)
- La squadra, Rai Tre (2003)
- Provaci ancora prof!, Rai Uno (2008)
- Fratelli detective, Canale 5 (2001)